# Вбити Смучі
«Вбити Смучі» (англ. Death to Smoochy) — американсько-британська чорна комедія режисера Денні ДеВіто. Прем'єра фільму відбулась 29 березня 2002 року.

## Сюжет
Популярного ведучого дитячого телешоу Рендальфа Смайлі з ганьбою звільняють за хабарництво. На місце нового ведучого беруть добродушного і порядного Шелдона Моупса, який повинен втілювати на екрані образ рожевого носорога Смучі. Нове шоу користується величезною популярністю, що викликає у Смайлі почуття чорної заздрості. Він вирішує позбутись від Смучі, щоб знову повернутися на улюблену роботу.

## У ролях
- Едвард Нортон — Шелдон Моупс (Носоріг Смучі)
- Робін Вільямс — Рендальф Смайлі (Рендальф Веселка)
- Кетрін Кінер — Нора Уелс
- Денні ДеВіто — Берк Беннет
- Джон Стюарт — Стоунс
- Пем Ферріс — Томмі Коттер
- Майкл Рісполі — Спінер Данн
- Гарві Фірштейн — Марв Грін
- Денні Вудберн — Анджело Пайк
- Трейсі Волтер — Бен Френкс
- Мартін Клебба — Рінетт

## Номінації
У 2003 році Робіна Вільямса було номіновано на антипремію «Золота малина» як найгіршого актора другого плану.